# CNCO
CNCO este o trupă latino americană de băieți creată pe 13 decembrie 2015, după ce membrii acesteia au câștigat concursul de muzică La Banda creat de Simon Cowell și produs de Ricky Martin. Aceștia au debutat în concerte cu Ricky Martin cântând piesele "Quisiera" și "Tán Facil". Trupa este formată din patru membrii: Christopher Vélez, Zabdiel De Jesús, Erick Brian Colón și Richard Camacho care compun cântece, cântă cu vocea, unii din ei și la instrumente și dansează. Cantautorii și-au numit fanii "CNCO wners". Aceștia și-au lansat primul album numit Primera Cita pe 26 august 2016. CNCO este prima trupă care a ajuns la un miliard de vizualizări cu melodia "Reggaeton lento" din primul lor album. În 2018 au lansat al doilea album numit "CNCO". În 2019 au lansat primul lor EP "Que quienes somos" cu 7 melodii, iar în 2021 albumul "Deja Vu" care conține melodii importante pentru comunitatea latino cum ar fi "Tan enamorados" de Ricardo Montaner sau "Hero" de Enrique Iglesias. În vara lui 2020 au câștigat primul lor MOON PERSON, interpretând "Beso" la VMAS. 
CNCO este cea mai cunoscută trupă latino, cu numeroase premii la "Premios Juventud", "Premio Lo Nuestro", "Billboard" și apar în reviste faimoase cum ar fi "Teen Vogue". 
Grupul și-a lansat cel de-al doilea album de studio omonim, pe 6 aprilie 2018, care includea single-urile „Mamita” și „Se Vuelve Loca”. EP-ul lor de debut Que Quiénes Somos, care conține single-urile „De Cero” și „Pegao” cu Manuel Turizo, a fost lansat pe 11 octombrie 2019. Ambele albume au debutat pe primul loc în Billboard Top Latin Albums și pe primele 40 pe Billboard 200 în timp ce EP-ul a debutat în top 15 al fostului top.
În 2020, au început epoca albumului lor Déjà Vu, un album de copertă clasic pop latino, cu trei single-uri lansate din noiembrie până în decembrie. Pe 5 februarie 2021, trupa a lansat LP-ul. Albumul a fost lansat precedat de al patrulea single și însoțit de al cincilea în ziua lansării. 
Pe 9 mai 2021, Joel Pimentel și-a anunțat plecarea din grup, invocând dorința de a „crește și explora noi locații artistice”. Trupa a anunțat că va continua ca cvartet. Două luni mai târziu, pe 22 iunie, trupa a lansat „Toa La Noche”, prima lor melodie în patru. Au colaborat cu Alex Rose pentru piesa „Pa Que Guaye”, lansată pe 16 septembrie.
1. ↑  Ilana Kaplan (3 iulie 2019), CNCO Are Latin Pop's Answer to a New Generation of Boy Bands (în engleză), Rolling Stone, accesat în 22 iulie 2022